# Foreigner
Foreigner — британо-американський хард-рок гурт, сформований 1976 року в Нью-Йорці, Міком Джонсом (що раніше працював з Джорджем Гаррісоном), Яном Макдональдом з King Crimson. Назва Foreigner («Іноземець») відображає склад гурту — половина учасників були британцями.
Перші шість альбомів гурту (1977—1984) стали мульти-платиновими та в цілому продавалися в США краще, ніж записи їх конкурентів зі світу гард-року. Група продовжує існувати та до цього дня, проте з первинного складу в ній залишився тільки Джонс.

## Дискографія

### Студійні альбоми
1. Foreigner — 1977 

2. Double Vision — 1978 

3. Head Games — 1979 

4. 4 — 1981 

5. Agent Provocateur — 1984 

6. Inside Information — 1987 

7. Unusual Heat — 1991

8. Mr. Moonlight — 1994

9. Untitled — 2007

### Live альбоми
- Classic Hits Live/Best of Live — 1993
- Live in '05 — 2006

### Інше
- Records — 1982
- The Very Best of — 1992
- The Very Best of… and Beyond — 1992
- JukeBox Hero: Best of — 1994
- The Platinum Collection — 1999
- Rough Diamonds #1 — 1999
- Hot Blooded and Other Hits — 2000
- Anthology: Jukebox Heroes — 2000
- Complete Greatest Hits — 2002
- The Definitive — 2002
- The Essentials — 2005
- Extended Versions — 2006
- The Definitive Collection — 2006